# Beaufour-Druval
Beaufour-Druval är en kommun i departementet Calvados i regionen Normandie i norra Frankrike. Kommunen ligger i kantonen Cambremer som ligger i arrondissementet Lisieux. År 2022 hade Beaufour-Druval 444 invånare.

## Befolkningsutveckling
Antalet invånare i kommunen Beaufour-Druval
Referens: INSEE